# Флеминг, Ричард (шахматист)
Ричард П. Флеминг (англ. Richard P. Fleming, годы жизни неизвестны) — канадский шахматист. Чемпион Канады 1889 г. Турнир проходил в Монреале. Флеминг набрал 6 очков из 8 и разделил 1—2 места с Дж. Наррауэем, после чего победил в дополнительном матче. Также известен по участию в команде Флеминг / Хендерсон / Бэбсон, игравшей в 1892 г. консультационную партию против будущего чемпиона мира Эм. Ласкера.
В 1893 г. в Монреале сыграл показательную партию с чемпионом мира В. Стейницем.